# أغنام بيلتكس

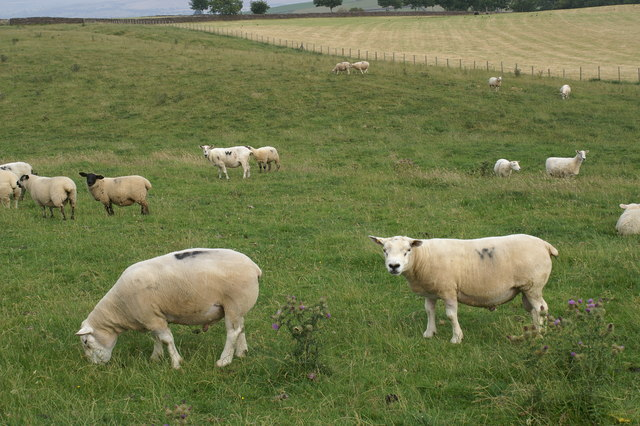
اغنام بيلتكس في المرعى

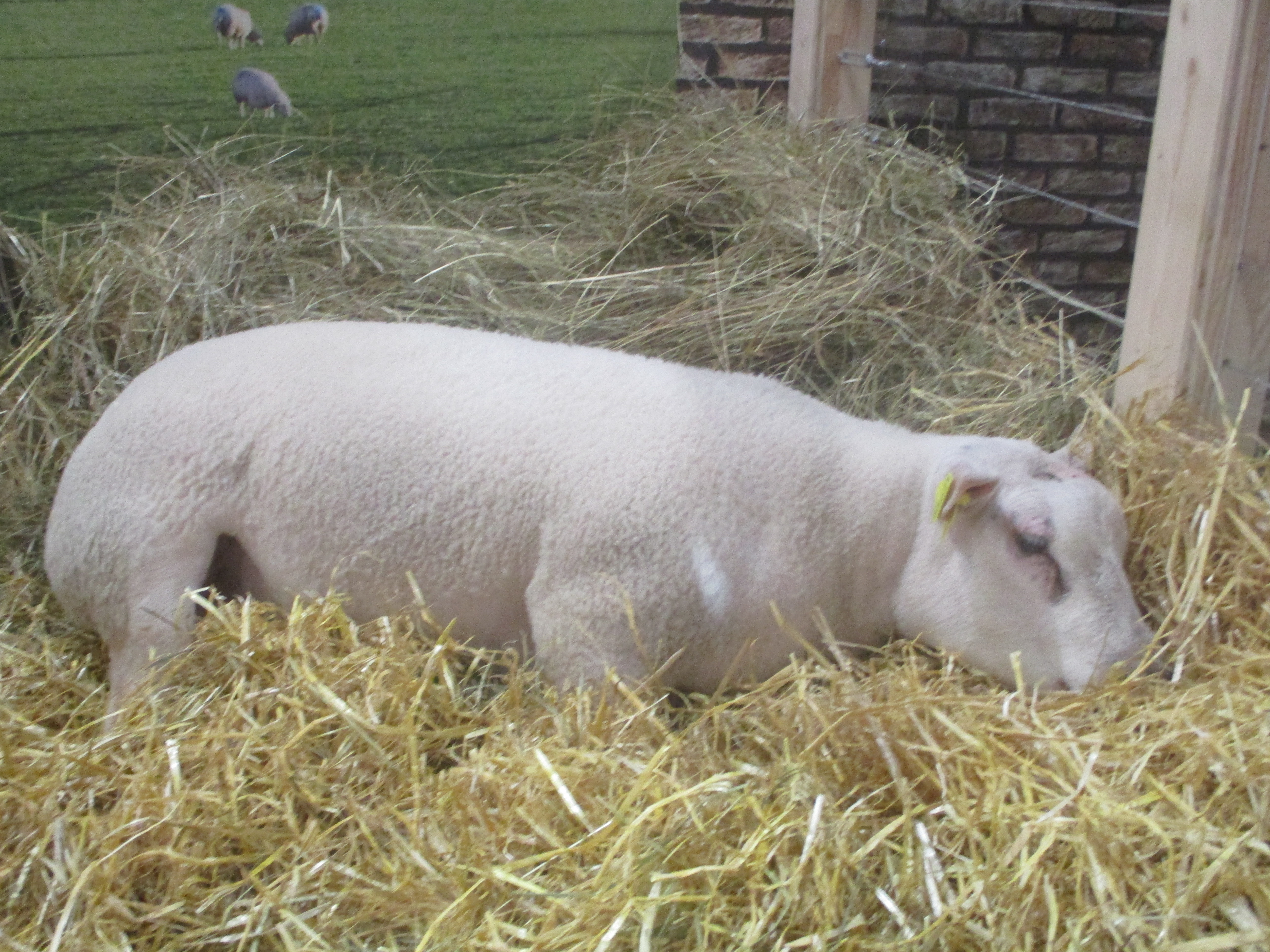
كبش بيلتكس

 أغنام بيلتكس سلالة من الأغنام المحلية موطنها الاصلي بلجيكا وجزيرة تيسل الهولندية. قامت المملكة المتحدة في أواخر الثمانينيات باستيراد أعداد منها من هولندا وتم تنقيحها هناك بشكل أساسي حتى أخذت شكلها الحالي. حيث يتم أستخدامها بشكل رئيسي من أجل لحومها. 

## الصفات المميزة
تكون غالبا بيضاء الرأس وبعض الاحيان تختلط بالسواد أو اللون الرمادي أو البني لديها رقبه سميكه وقصيره.
اما بالنسبة للجسم فهو بارز العضلات عريض الكتف والظهر برميلي الشكل و رأس ابيض وبعض الاحيان يختلط بالسواد أو الرمادي أو البني كما لديها رقبه سميكه وقصيره .
اما بالنسبة للجسم فهو بارز العضلات عريض الكتف برميلي الشكل تزن بالمتوسط حوالي 90 كيلوغرام 

## روابط خارجية
- جمعية Beltex الأغنام في المملكة المتحدة
- صورة من فليكر